# Thomas Barns
Thomas John McGlinchey Barns (ur. 8 marca 2001) – australijski zapaśnik walczący w stylu wolnym. Zajął 34. miejsce na mistrzostwach świata w 2023 roku.
Brązowy medalista igrzysk wspólnoty narodów w 2022 roku. Mistrz Oceanii w 2023 i 2024; drugi w 2019. Złoty medalista mistrzostw Azji Południowo-Wschodniej w 2025. Mistrz Oceanii juniorów w 2019 u kadetów w 2018 roku.